# بيتر هاردر
بيتر هاردر (بالدنماركية: Peter Harder)‏ هو لغوي دنماركي، ولد في 1950.